# Brachystegia leonensis
Brachystegia leonensis (Burtt Davy & Hutch.) è una pianta della famiglia delle Fabacee (sottofamiglia Detarioideae), nativa dell'Africa.

## Distribuzione e habitat
Questa specie è segnalata in Costa d'Avorio, Liberia, Sierra Leone.

## Conservazione
La Lista rossa IUCN classifica Brachystegia leonensis come specie vulnerabile.